# Crépin Mboli-Goumba
Crépin Mboli-Goumba est un homme politique centrafricain né le 23 mars 1971 à Bangassou.

## Formation
Président de l'Association nationale des étudiants centrafricains à 22 ans, il est radié de l'université pour fait de grève. Il quitte alors son pays et s'installe à Dakar où il obtient une maîtrise de droit des Affaires à l'université Cheikh-Anta-Diop avant de partir aux États-Unis où il obtient un diplôme postdoctoral de la Howard University School of Law (en) de l'université Howard.

## Carrière professionnelle
Il exerce la profession d'avocat spécialisé en droit des affaires.

## Politique
Il est ministre de l'Équipement, des Travaux publics et du Désenclavement des gouvernements Tingaye du 3 février 2013 au 27 janvier 2014.
De retour d'exil, il crée le Parti africain pour une transformation radicale et l'intégration des États (PATRIE), parti politique ayant réussi à former un groupe parlementaire aux élections législatives de 2016. Il se déclare candidat la même année mais sa candidature est rejetée comme celle de toutes les personnalités ayant exercé comme ministres pendant la période de transition.
Il est candidat à l'élection présidentielle de décembre 2020,.
Crépin Mboli-Goumba est coordinateur de la coalition d'opposition Bloc républicain pour la défense de la constitution (BRDC).
Le 3 mars 2024, Crépin Mboli-Goumba et sa femme sont interpellés par des éléments des forces de l’ordre et transférés à l'Office centrafricain de répression du banditisme (OCRB). Il est accusé de « diffamation et outrage à magistrat ». La première audience de son procès devant le tribunal de grande instance de Bangui se déroule le 7 mars et, à l'issue de celle-ci, il est mis en liberté provisoire jusqu'à la reprise de son procès le 13 mars. Le 20 mars, Un an d'emprisonnement est requis par le parquet de Bangui à l'encontre de Crépin Mboli Goumba et pour réparation, de verser à chaque partie civile une somme de 125 millions de francs CFA" (près de 191.000 euros).